# 韋寧 (堪薩斯州)
韋寧（英語：Vining）是一個位於美國堪薩斯州克萊縣和華盛頓縣的城市。

## 地方資料
根據2020年美國人口普查的數據，韋寧的面積為0.55平方千米，當中陸地面積為0.55平方千米，而水域面積為0.00平方千米。當地共有人口43人，而人口密度為每平方千米78.18人。